# Вапити (река)
Вапити (енгл. Wapiti River) је малена река у западном делу канадске провинције Алберта и највећа је лева притока реке Смоки у коју се улива 30 км источно од града Гранд Прери. 
Истиче из маленог глацијалног језера Так источно од превоја Вапити на Стеновитим планинама у провинцији Британска Колумбија. У горњем делу тока тече кроз планинске крајеве и препуна је каскада, док у средњем и доњем делу тока постепено прелази у равничарску реку. 
Надморска висина извора је на 1.370 метара, а ушћа на 485, тако да је укупан пад од извора до ушћа 885 метара. Просечан проток у близини ушћа је око 100 м³/с. 
Име је добила од речи waapiti која у језику Кри Индијанаца означава вапити, једну од врста јелена.